# Fairplay (журнал)
Fairplay — це щоквартальний журнал для широкої аудиторії, присвячений настільним та картковим іграм. Окрім рецензій на нові ігри, він містить звіти з виставок, новини для гравців та колекціонерів, серійні статті, портрети, інтерв'ю та поради щодо відомих ігор. Цей спеціалізований журнал для гравців-любителів виходить з 1987 року у видавництві Fairplay Verlag у Білефельді.

## Історія видання
Перший випуск вийшов восени 1987 року у видавництві Fairplay Verlag, Білефельд. Ціна журналу становила 5 німецьких марок, а видавцем та головним редактором на той час були Рольф Шульте та Герберт Геллер відповідно. До складу засновницької редакції входили Рольф Шульте, Герберт Геллер, Андреас Мучке, Ральф Калерт, Томас Гюльзіггенсен та Ютта Пфафферодт.
З 2021 року до складу редакції входять Рольф Шульте, Вольфганг Фрібе, Астрід Дізен, Беньямін Бестір та Маркус Айбрінк-Лунценауер. Постійними співробітниками є Гендрік Броєр, Арне Клауссен, Л.У. Дікус, Ян Древіц, Гендрік Й. Елерт, Арне Гоффманн, Лассе Гольдшмідт, Петер Нойгебауер, Маттіас Буссе, Франц-Йозеф Шульте та Сабіна Віле.

## Рубрики

#### à la carte
З першого випуску існує рубрика «à la carte». Тут публікуються короткі рецензії на карткові ігри.

#### ausSCHACHtungen
Постійною рубрикою в Fairplay є «ausSCHACHtungen». Тут редактор Л.У. Дікус приблизно раз на два випуски представляє варіанти шахів.

#### Preisrätsel
У кожному випуску є рубрика «Preisrätsel» (Конкурс-головоломка), де Франьо Шульте описує та пропонує складні загадки.

## Премія À-la-carte-Kartenspielpreis
З 1991 року журнал Fairplay щорічно присуджує премію À-la-carte-Kartenspielpreis за найкращу карткову гру року. Переможців визначає журі, що складається з приблизно 35 експертів. До розгляду приймаються карткові ігри поточного року, який охоплює період з середини попереднього року до середини поточного. Премія, яка не має грошового еквівалента, вручається на Міжнародній виставці ігор SPIEL у Messe Essen.

## Акція Scoutaktion
Scoutaktion — це голосування, яке Fairplay проводить під час виставки SPIEL в Ессені з 1999 року. Тут відвідувачі виставки можуть оцінювати новинки року, виставляючи перші оцінки новим іграм безпосередньо на виставці. Fairplay публікує проміжні результати на своєму стенді та в Інтернеті під час SPIEL. Це голосування вважається надійним індикатором найкращих ігор року.